# Oliver La Farge
Oliver Hazard Perry La Farge (ur. 19 grudnia 1901 w Nowym Jorku, zm. 2 sierpnia 1963 w Santa Fe), amerykański pisarz i etnolog.
Ukończył studia na Uniwersytecie Harvarda. W 1930 został laureatem Nagrody Pulitzera za powieść Laughing Boy z 1929 roku.